# Titanebo californicus
Titanebo californicus là một loài nhện trong họ Philodromidae.
Loài này thuộc chi Titanebo. Titanebo californicus được Willis J. Gertsch miêu tả năm 1933.